# Pentatropis
Pentatropis là chi thực vật có hoa trong họ Apocynaceae.